# Франкфорт (Огайо)
Франкфорт (англ. Frankfort) — селище (англ. village) в США, в окрузі Росс штату Огайо. Населення — 1084 особи (2020).

## Географія
Франкфорт розташований за координатами 39°24′12″ пн. ш. 83°10′41″ зх. д. / 39.40333° пн. ш. 83.17806° зх. д. (39.403287, -83.178179).  За даними Бюро перепису населення США в 2010 році селище мало площу 1,46 км², уся площа — суходіл.

## Демографія
Згідно з переписом 2010 року, у селищі мешкали 1064 особи в 448 домогосподарствах у складі 279 родин. Густота населення становила 729 осіб/км².  Було 511 помешкання (350/км²).
Расовий склад населення:
| - 92,6 % — білих - 3,9 % — чорних або афроамериканців - 0,7 % — корінних американців - 0,4 % — азіатів |

До двох чи більше рас належало 2,4 %. Частка іспаномовних становила 0,2 % від усіх жителів.
За віковим діапазоном населення розподілялося таким чином: 24,1 % — особи молодші 18 років, 57,1 % — особи у віці 18—64 років, 18,8 % — особи у віці 65 років та старші. Медіана віку мешканця становила 41,2 року. На 100 осіб жіночої статі у селищі припадало 88,7 чоловіків;  на 100 жінок у віці від 18 років та старших — 87,9 чоловіків також старших 18 років.
Середній дохід на одне домашнє господарство  становив 49 973 долари США (медіана — 34 500), а середній дохід на одну сім'ю — 65 553 долари (медіана — 57 500). За межею бідності перебувало 13,8 % осіб, у тому числі 8,5 % дітей у віці до 18 років та 19,2 % осіб у віці 65 років та старших.
Цивільне працевлаштоване населення становило 362 особи. Основні галузі зайнятості: освіта, охорона здоров'я та соціальна допомога — 29,8 %, публічна адміністрація — 14,4 %, виробництво — 12,2 %, мистецтво, розваги та відпочинок — 12,2 %.